# Grand Prix de Rouen-les-Essarts
Der Grand Prix de Rouen-les-Essarts (deutsch: Großer Preis von Rouen-les-Essarts) war ein Automobilrennen, das von 1951 bis 1978 insgesamt 18 Mal im Umland der nordwestfranzösischen Stadt Rouen durchgeführt wurde. Das Rennen war in den meisten Jahren für die Formel 2 ausgeschrieben, zweimal auch für die Formel 1, wobei die Formel-1-Rennen keinen Weltmeisterschaftsstatus hatten.

## Geschichte

Rennstrecke Rouen-les-Essarts in der letzten Version (1972 bis 1993)

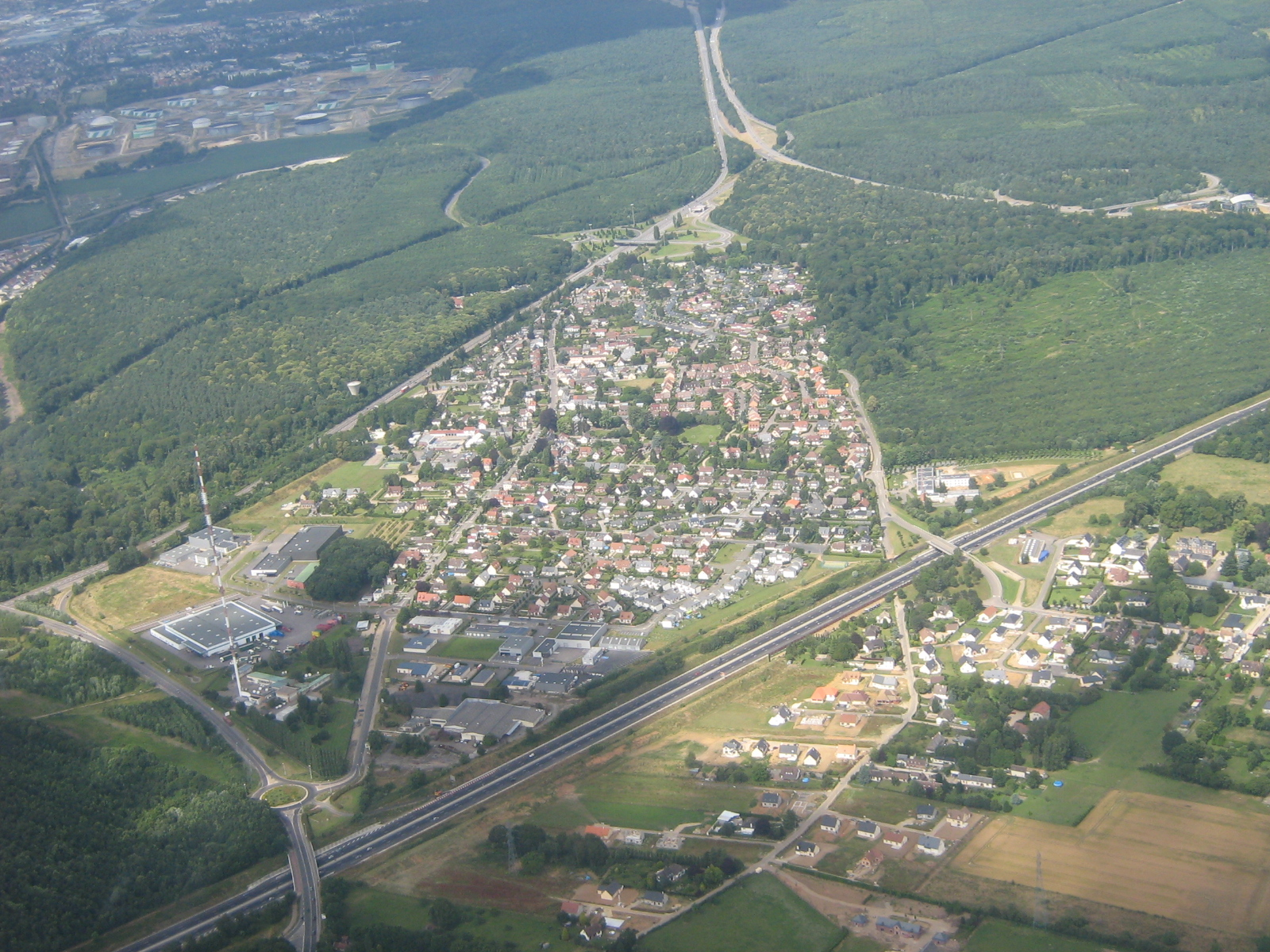
Namensgebend für den Kurs: Les Essarts, Teil der Gemeinde Grand-Couronne

Der Grand Prix de Rouen-les-Essarts wurde vom Auto Club de Normandie (ACN) organisiert. Austragungsort war die Rennstrecke Rouen-les-Essarts.
Zeitweise stand der Grand Prix de Rouen-les-Essarts in Konkurrenz zum Großen Preis von Frankreich, einem Formel-1-Rennen mit Weltmeisterschaftsstatus, das wechselweise in Rouen und auf dem Circuit de Reims-Gueux in der Champagne ausgetragen wurde. In den Jahren, in denen bereits der Weltmeisterschaftslauf in Rouen stattfand (1952, 1957, 1962, 1964 und 1968), gab es daneben üblicherweise keinen Großen Preis von Rouen-les-Essarts.
Der Grand Prix de Rouen-les-Essarts war bis 1959 und ab 1965 wieder ein Formel-2-Rennen. Ab 1967 zählte er mit Ausnahme des Jahres 1974 regelmäßig zur Formel-2-Europameisterschaft, und in den 1960er-Jahren waren die Rennen mehrfach Bestandteil der Trophées de France, der französischen Formel-2-Meisterschaft. 1953 und 1954 war das Rennen in Rouen jeweils für die Formel 1 ausgeschrieben, es hatte aber keinen Weltmeisterschaftsstatus. In den Jahren 1961 und 1963, in denen es keine eigenständige Formel 2 gab, wurden in Rouen Formel-Junior-Rennen ausgetragen.

## Rennstrecke
Austragungsort war der Circuit Rouen-les-Essarts, eine temporäre Rennstrecke, die zum größten Teil öffentliche Straßen einschloss. Sie lag überwiegend auf dem Gebiet der Gemeinde Grand-Couronne, etwa 11 km südlich von Rouen. Ihr Ortsteil Les Essarts war namensgebend für den Kurs. Rouen selbst, eine der größten Städte der Normandie und Verwaltungssitz der Region Haute Normandie, berührte die Strecke dagegen nicht.
Der Kurs wurde im Laufe der Jahre nicht zuletzt aus Sicherheitsgründen mehrfach umgebaut. Dadurch änderten sich die Streckenführung und die Länge teilweise erheblich. Von 1951 bis 1954 war der Kurs 5,1 km lang, bis 1970 dann 6,542 km und in den letzten Jahren schließlich 5,543 km.
Die Formel-2-Rennen der 1960er- und 1970er-Jahre wurden vielfach nacheinander in mehreren Läufen ausgetragen.

## Ergebnisse
| Auflage | Datum         | Klasse                               | Strecke                              | Sieger                               | Zweiter                              | Dritter                              | Pole-Position                                                      | Schnellste Rennrunde                 |
| ------- | ------------- | ------------------------------------ | ------------------------------------ | ------------------------------------ | ------------------------------------ | ------------------------------------ | ------------------------------------------------------------------ | ------------------------------------ |
| 1       | 8. Juli 1951  | Formel 2                             | Rouen-les-Essarts                    | Gianni Marzotto (Ferrari)            | Robert Manzon (Gordini)              | Peter Whitehead (Ferrari)            | unbekannt                                                          | Gianni Marzotto (Ferrari)            |
|         | 1952          | Kein Grand Prix de Rouen-les-Essarts | Kein Grand Prix de Rouen-les-Essarts | Kein Grand Prix de Rouen-les-Essarts | Kein Grand Prix de Rouen-les-Essarts | Kein Grand Prix de Rouen-les-Essarts | Kein Grand Prix de Rouen-les-Essarts                               | Kein Grand Prix de Rouen-les-Essarts |
| 3       | 28. Juni 1953 | Formel 1 Formel 2                    | Rouen-les-Essarts                    | Giuseppe Farina (Ferrari)            | Mike Hawthorn (Ferrari)              | Philippe Étancelin (Talbot-Lago)     | Giuseppe Farina (Ferrari)                                          | Mike Hawthorn (Ferrari)              |
| 4       | 11. Juli 1954 | Formel 1                             | Rouen-les-Essarts                    | Maurice Trintignant (Ferrari)        | Prinz Bira (Maserati)                | Roy Salvadori (Maserati)             | Maurice Trintignant (Ferrari)                                      | Maurice Trintignant (Ferrari)        |
|         | 1955 bis 1958 | Kein Grand Prix de Rouen-les-Essarts | Kein Grand Prix de Rouen-les-Essarts | Kein Grand Prix de Rouen-les-Essarts | Kein Grand Prix de Rouen-les-Essarts | Kein Grand Prix de Rouen-les-Essarts | Kein Grand Prix de Rouen-les-Essarts                               | Kein Grand Prix de Rouen-les-Essarts |
| 7       | 12. Juli 1959 | Formel 2                             | Rouen-les-Essarts                    | Stirling Moss (Cooper-Borgward)      | Harry Schell (Cooper-Climax)         | Masten Gregory (Cooper-Climax)       | Hans Herrmann (Porsche)                                            | Stirling Moss (Cooper-Borgward)      |
|         | 1960          | Kein Grand Prix de Rouen-les-Essarts | Kein Grand Prix de Rouen-les-Essarts | Kein Grand Prix de Rouen-les-Essarts | Kein Grand Prix de Rouen-les-Essarts | Kein Grand Prix de Rouen-les-Essarts | Kein Grand Prix de Rouen-les-Essarts                               | Kein Grand Prix de Rouen-les-Essarts |
| 9       | 4. Juni 1961  | Formel Junior                        | Rouen-les-Essarts                    | Tony Maggs (Cooper-BMC)              | John Love (Cooper-BMC)               | Peter Warr (Lotus-Ford)              | John Love (Cooper-BMC)                                             | Tony Maggs (Cooper-BMC)              |
|         | 1962          | Kein Grand Prix de Rouen-les-Essarts | Kein Grand Prix de Rouen-les-Essarts | Kein Grand Prix de Rouen-les-Essarts | Kein Grand Prix de Rouen-les-Essarts | Kein Grand Prix de Rouen-les-Essarts | Kein Grand Prix de Rouen-les-Essarts                               | Kein Grand Prix de Rouen-les-Essarts |
| 11      | 23. Juni 1963 | Formel Junior                        | Rouen-les-Essarts                    | Paul Hawkins (Brabham-Ford)          | Richard Attwood (Lola-Ford)          | Peter Arundell (Lotus-Ford)          | Denis Hulme Frank Gardner (Brabham-Ford)                           | Denis Hulme(Brabham-Ford)            |
|         | 1964          | Kein Grand Prix de Rouen-les-Essarts | Kein Grand Prix de Rouen-les-Essarts | Kein Grand Prix de Rouen-les-Essarts | Kein Grand Prix de Rouen-les-Essarts | Kein Grand Prix de Rouen-les-Essarts | Kein Grand Prix de Rouen-les-Essarts                               | Kein Grand Prix de Rouen-les-Essarts |
| 13      | 11. Juli 1965 | Formel 2                             | Rouen-les-Essarts                    | Jim Clark (Lotus-Cosworth)           | Graham Hill (Brabham-BRM)            | Jack Brabham (Brabham-Cosworth)      | Jack Brabham (Brabham-Cosworth)                                    | Graham Hill (Brabham-BRM)            |
| 14      | 10. Juli 1966 | Formel 2                             | Rouen-les-Essarts                    | Denis Hulme (Brabham-Honda)          | Alan Rees (Brabham-Cosworth)         | Pedro Rodríguez (Lotus-Cosworth)     | Jack Brabham (Brabham-Honda)                                       | Jack Brabham (Brabham-Honda)         |
| 15      | 9. Juli 1967  | Formel 2                             | Rouen-les-Essarts                    | Jochen Rindt (Brabham-Cosworth)      | Bruce McLaren (McLaren-Cosworth)     | Jo Schlesser (Matra-Cosworth)        | Jochen Rindt (Brabham-Cosworth)                                    | Jochen Rindt (Brabham-Cosworth)      |
|         | 1968 bis 1969 | Kein Grand Prix de Rouen-les-Essarts | Kein Grand Prix de Rouen-les-Essarts | Kein Grand Prix de Rouen-les-Essarts | Kein Grand Prix de Rouen-les-Essarts | Kein Grand Prix de Rouen-les-Essarts | Kein Grand Prix de Rouen-les-Essarts                               | Kein Grand Prix de Rouen-les-Essarts |
| 18      | 28. Juni 1970 | Formel 2                             | Rouen-les-Essarts                    | Jo Siffert (BMW)                     | Clay Regazzoni (Tecno-Cosworth)      | Emerson Fittipaldi (Lotus-Cosworth)  | Ronnie Peterson (March-Cosworth) Clay Regazzoni (Tecno-Cosworth)   | Tim Schenken (Brabham-Cosworth)      |
| 19      | 17. Juni 1971 | Formel 2                             | Rouen-les-Essarts                    | Ronnie Peterson (March-Cosworth)     | Dieter Quester (March-Cosworth)      | Graham Hill (Brabham-Cosworth)       | Ronnie Peterson (March-Cosworth)                                   | François Cevert (Tecno-Cosworth)     |
| 20      | 25. Juni 1972 | Formel 2                             | Rouen-les-Essarts                    | Emerson Fittipaldi (Lotus-Cosworth)  | Mike Hailwood (Surtees-Ford)         | Carlos Reutemann (Brabham-Ford)      | Emerson Fittipaldi (Lotus-Cosworth) Henri Pescarolo (Brabham-Ford) | Mike Hailwood (Surtees-Ford)         |
| 21      | 24. Juni 1973 | Formel 2                             | Rouen-les-Essarts                    | Jean-Pierre Jarier (March-BMW)       | Jochen Mass (Surtees-Ford)           | Tim Schenken (Motul-Ford)            | Jean-Pierre Jarier (March-BMW)                                     | Jean-Pierre Jarier (March-BMW)       |
| 22      | 30. Juli 1974 | Formel 2                             | Rouen-les-Essarts                    | Hans-Joachim Stuck (March-BMW)       | David Purley (Chevron-BMW)           | Michel Leclère (Elf-BMW)             | Hans-Joachim Stuck (March-BMW)                                     | Jacques Laffite (March-BMW)          |
| 23      | 30. Juli 1975 | Formel 2                             | Rouen-les-Essarts                    | Michel Leclère (March-BMW)           | Patrick Tambay (March-BMW)           | Claude Bourgoignie (March-BMW)       | Jean-Pierre Jabouille (Elf-BMW)                                    | Jean-Pierre Jaussaud (March-Ford)    |
| 24      | 27. Juni 1976 | Formel 2                             | Rouen-les-Essarts                    | Maurizio Flammini (March-BMW)        | Jean-Pierre Jabouille (Elf-Renault)  | Giancarlo Martini (March-BMW)        | Alex-Dias Ribeiro (March-BMW)                                      | René Arnoux (Martini-Renault)        |
| 25      | 26. Juni 1977 | Formel 2                             | Rouen-les-Essarts                    | Eddie Cheever (Ralt-BMW)             | Riccardo Patrese (Chevron-Renault)   | Didier Pironi (Martini-Renault)      | Eddie Cheever (Ralt-BMW)                                           | Ingo Hoffmann (Ralt-BMW)             |
| 26      | 18. Juni 1978 | Formel 2                             | Rouen-les-Essarts                    | Bruno Giacomelli (March-BMW)         | Eddie Cheever (March-BMW)            | Marc Surer (March-BMW)               | Bruno Giacomelli (March-BMW)                                       | Ingo Hoffmann (Ralt-BMW)             |